# 未来運動
未来運動、未来潮流、ムスタクバル潮流 (アラビア語: تيار المستقبل, Tayyar Al Mustaqbal)（フランス語: Courant du futur）はレバノンの政党。党首のサアド・ハリーリーは2005年に暗殺された元首相ラフィーク・ハリーリーの次男。
連合同盟「3月14日同盟」の筆頭政党。
レバノンの191番目の政党として、2007年9月にベイルートにて公認。2022年5月15日執行の総選挙の直前にハリーリーが政界を引退したこともあり、党としては候補を擁立せず、支持者からは選挙のボイコットが呼びかけられた。